# Bladtjärnen (Ramsjö socken, Hälsingland)
Bladtjärnen är en sjö i Ljusdals kommun i Hälsingland som ingår i Ljungans huvudavrinningsområde.